# Richard Putzier
Richard Putzier  (25 février 1890 - 17 juillet 1979) est un General der Flieger allemand de la Luftwaffe pendant la Seconde Guerre mondiale.

## Biographie
Putzier s'engage le 17 mars 1911 dans le 24e régiment d'artillerie de campagne en tant que porte-drapeau. Il y est promu lieutenant le 18 août 1912 et sert ensuite comme officier de batterie. Le 2 août 1914, au début de la Première Guerre mondiale, il est transféré au 9e régiment d'artillerie de campagne, où il est également affecté comme officier de batterie jusqu'au début du mois de septembre 1914.

## Promotions
- Fähnrich : 18 novembre 1911
- Leutnant : 18 août 1912
- Oberleutnant : 27 janvier 1916
- Hauptmann : 1er avril 1922
- Major : 1er février 1933
- Oberstleutnant : 1er octobre 1934
- Oberst : 1er octobre 1937
- Generalmajor : 1er février 1939
- Generalleutnant : 1er janvier 1941
- General der Flieger : 1er juillet 1942

## Décorations
- Croix de fer (1914) 2e et 1re Classe
- Flugzeugbeobachter-Abzeichen (1914)
- Flieger-Erinnerungs-Abzeichen (1936)
- Croix d'honneur (1414-1918)
- Médaille de service de longue durée de la Wehrmacht 4e à 1re Classe
- Croix du mérite de guerre avec glaives
- Croix allemande en Argent le 20 mars 1944 en tant que General der Flieger et Commandant général de la Feldluftgau XXVI